# Landratswahl in Sachsen 2025
Eine Landratswahl in Sachsen 2025 fand am 26. Januar nur im Landkreis Mittelsachsen statt.

## Wahlsystem
Im ersten Wahlgang ist der Kandidat gewählt, der die absolute Mehrheit, das heißt mehr als die Hälfte der Stimmen, erreicht. Erzielt keiner der Kandidaten diese Stimmenzahl, wird ein zweiter Wahlgang nötig. In diesem ist die relative Mehrheit ausreichend, das bedeutet, dass derjenige gewählt ist, der die meisten Stimmen erhalten hat. Bewerber aus dem ersten Wahlgang können im zweiten Wahlgang erneut antreten oder zurückziehen.
Wahlberechtigt sind alle Einwohner, die seit mindestens drei Monaten im jeweiligen Landkreis wohnen und das 18. Lebensjahr vollendet haben.
Passiv wahlberechtigt sind Staatsangehörige eines Mitgliedsstaates der Europäischen Union, die das 27. nicht jedoch das 65. Lebensjahr vollendet haben.

## Ausgangslage
Der bisherige Landrat Dirk Neubauer kündigte am 23. Juli 2024 seinen vorzeitigen Rücktritt an. Als Begründung gab er die gesellschaftliche Stimmung, die Bedrohungslage gegen seine Person und überbordende Bürokratie an. Kurz vor der Rücktrittsankündigung, am 9. Juni 2024, fanden in Sachsen Kreistagswahlen statt. Neubauer gab nach der Wahl Kommentare ab, die den Vorsitzenden der CDU-Fraktion im Kreistag dazu veranlassten ihm „Wählerbeschimpfung“ vorzuwerfen. In einer Presseerklärung kritisierte der CDU-Fraktionsvorsitzende zudem mangelnde Umsetzung Neubauers Versprechen. Politiker von SPD, Grünen und der Linken drückten nach der Entscheidung Neubauers ihren Respekt aus und sprachen von einem Verlust für Mittelsachsen. Am 13. August 2024 gab Neubauer nach entsprechenden Forderungen von AfD, CDU und Freien Wählern bekannt, er werde schon zum 30. September aus dem Amt ausscheiden. Bis zur Neuwahl soll Neubauers Erster Beigeordneter das Amt interimsweise ausfüllen. Neubauer ist, seit 1990, als einer von wenigen Landräten in Sachsen nicht CDU-Mitglied oder von der CDU unterstützt. Bei der Wahl 2022 wurde er durch SPD, Grüne und Linke unterstützt, trat jedoch als parteiloser Kandidat an.
Die Neuwahl war zunächst noch für das Jahr 2024 angepeilt. Ein durch Neubauer eingereichter Antrag wurde am 14. August im Kreistag beraten. Seitens des Landratsamtes war der 26. Januar mit Stichwahl am 16. Februar angepeilt. Dies wurde vom Kreistag bestätigt. Da die Bundestagswahl 2025 auf den 23. Februar vorgezogen wurde, ist der Stichwahltermin auf dieses Datum verschoben worden.

## Kandidaten

### Vitae der Kandidaten

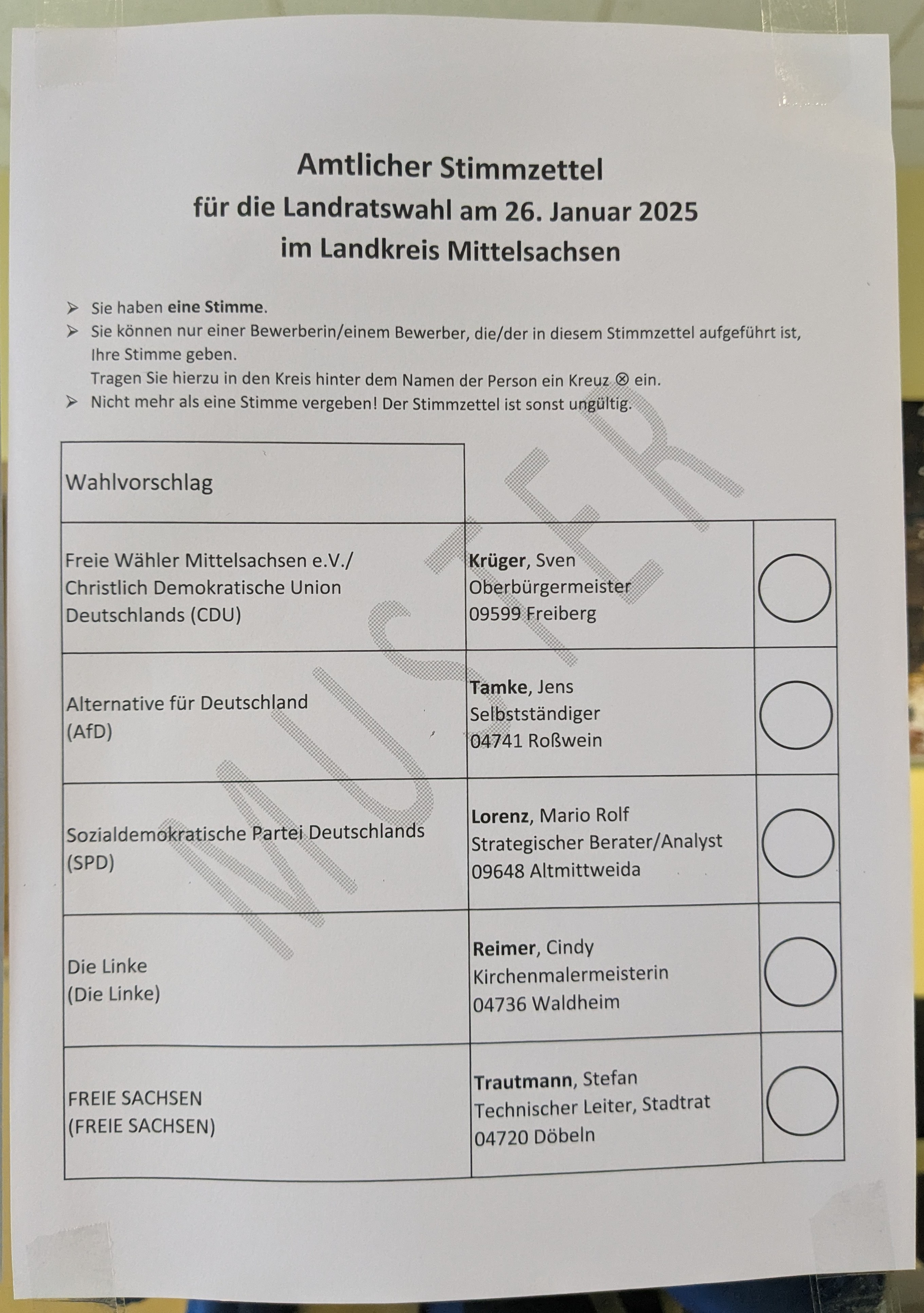
Stimmzettel der Landratswahl in Mittelsachsen 2025.

Vom Kreiswahlausschuss waren fünf Wahlvorschläge zugelassen. Die wichtigsten Informationen über die Kandidaten sind im Folgenden zusammengefasst.
Sven Krüger ist seit 2015 Oberbürgermeister von Freiberg, parteilos und 1973 geboren. Nach dem Erlangen der allgemeinen Hochschulreife wurde er Bankkaufmann und absolvierte danach Abschlüsse als Sparkassenfachwirt, Sparkassenbetriebswirt sowie diplomierter Bankbetriebswirt. Dem folgten weitere Fortbildungen im Finanzwesen. 1998 bis 2018 war er SPD-Mitglied.
Jens Tamke ist Stadtrat in Roßwein für die AfD und 1967 geboren. Er hat einen 16-jährigen Sohn, ist gelernter Instandhaltungsmechaniker, Versicherungsmakler und Importeur sowie Händler von Ultraleichtfluggeräten. Als solcher arbeitet er selbstständig. Seit 2024 ist er Mitglied der AfD. Für die AfD-Fraktion im Kreistag Mittelsachsen ist er stellvertretender Fraktionsvorsitzender. Außerdem ist er Mitglied im Beirat des Gründer- und Entwicklungszentrums Leisnig/Döbeln sowie im Verwaltungsrat der Kreissparkasse Döbeln.
Mario Lorenz ist Mitglied im Kreisvorstand der SPD Mittelsachsen und ist 1976 geboren. Er hat zwei Töchter, ein Studium zum Diplom-Verwaltungsbetriebswirt abgeschlossen und Wehrdienst bei den Gebirgsjägern in Schneeberg geleistet. Danach arbeitete er als Forderungsmanager und IT-Supervisor bei der Stadtkasse Zwickau, wechselte später ans Landratsamt Zwickau, wo er die Leitung der Kreiskasse übernahm. Seit 2010 ist er Analyst und strategischer Berater für Organisation und Entwicklung im Umweltbundesamt in Dessau-Roßlau. Er ist zudem Schöffe bei der Jugendstrafkammer am Amtsgericht Döbeln.
Cindy Reimer ist Fraktionsvorsitzende der Linken im Kreistag und 1992 geboren. Sie wohnt bei Waldheim, ist gelernte Kirchenmalermeisterin und studiert Kulturwissenschaften. Als Mitgründerin der Initiative Bunte Perlen Waldheim erhielt sie den sächsischen Förderpreis für Demokratie.
Stefan Trautmann ist Stadtrat in Döbeln für die Freien Sachsen und ist 1987 geboren. Er ist gelernter Metallbauer und arbeitet derzeit als Technischer Leiter. Neben den Freien Sachsen gehört er der Partei Die Heimat und den jungen Nationalisten an.

### Wahlkampf
Die regionale Tageszeitung Freie Presse hat allen Kandidaten außer Stefan Trautmann 15 Fragen gestellt, um ihre Positionen vergleichbar einzuordnen. Diese sind in der folgenden Tabelle übernommen.
| Frage | Sven Krüger       | Jens Tamke          | Mario Lorenz        | Cindy Reimer        |
| --- | ----------------- | ------------------- | ------------------- | ------------------- |
| 1. Soll der Landkreis Geflüchtete auf mehr Städte und Gemeinden als bisher in Mittelsachsen verteilen?                                                                                        | stimme eher zu    | stimme gar nicht zu | stimme zu           | stimme eher zu      |
| 2. Sollen Asylbewerber vom Landkreis zu gemeinnützigen Arbeitsgelegenheiten verpflichtet werden, sofern sie dazu fähig sind und noch keiner Arbeit nachgehen?                                 | stimme zu         | stimme zu           | stimme gar nicht zu | stimme gar nicht zu |
| 3. Soll sich der Landrat beim Freistaat für die Begrenzung der Anzahl von Asylbewerbern einsetzen, die der Landkreis bereit ist aufzunehmen?                                                  | stimme zu         | stimme zu           | stimme gar nicht zu | stimme gar nicht zu |
| 4. Soll der Landkreis Bürgerbüros in Döbeln, Mittweida und Freiberg einrichten, damit Bürger beispielsweise Wohngeldanträge wohnortnah stellen können?                                        | stimme zu         | stimme eher zu      | stimme zu           | stimme zu           |
| 5. Soll im Landkreis ein Modellprojekt für den ÖPNV entwickelt werden nach dem Vorbild des Rufbus-Modells, um in ländlichen Regionen Busverbindungen nach Bedarf zu schaffen?                 | stimme zu         | stimme zu           | stimme zu           | stimme zu           |
| 6. Sollen im Landkreis noch mehr Standorte für Windkraftanlagen ausgewiesen werden? | stimme weniger zu | stimme gar nicht zu | stimme zu           | stimme zu           |
| 7. Soll der Landkreis das von Dirk Neubauer initiierte Gigawatt-Projekt zum Bau von Solarparks in Mittelsachsen weiter verfolgen?                                                             | stimme weniger zu | stimme gar nicht zu | stimme zu           | stimme eher zu      |
| 8. Soll der künftige Landrat mit regelmäßigen Regionalkonferenzen in allen drei Altkreisen Mittelsachsens persönlich präsent sein, um Landkreis-Politik öffentlich mit Bürgern zu diskutieren | stimme zu         | stimme zu           | stimme zu           | stimme zu           |
| 9. Soll die Bearbeitung und Beantragung von Anträgen wie auf Sozialleistungen in der Kreisverwaltung komplett digitalisiert werden?                                                           | stimme zu         | stimme zu           | stimme zu           | stimme eher zu      |
| 10. Soll der Landkreis ab 2025 Schulden machen, um Investitionen im bisherigen Umfang finanzieren zu können?                                                                                  | stimme zu         | stimme weniger zu   | stimme zu           | stimme zu           |
| 11. Soll der Landkreis ab 2025 auch mit Krediten die steigenden Sozialkosten finanzieren? | stimme zu         | stimme gar nicht zu | stimme gar nicht zu | stimme eher zu      |
| 12. Soll der künftige Landrat Programme zur Unterstützung von Start-ups und kleinen Unternehmen einführen?                                                                                    | stimme weniger zu | stimme eher zu      | stimme zu           | stimme zu           |
| 13. Soll der künftige Landrat die Wirtschaftsförderung zur Chefsache erklären und damit selbst in die Hand nehmen?                                                                            | stimme zu         | stimme eher zu      | stimme zu           | stimme eher zu      |
| 14. Soll sich der Landrat dafür einsetzen, dass die finanziellen Mittel für die Sportförderung im Landkreis Mittelsachsen in den nächsten fünf Jahren erhöht werden?                          | stimme zu         | stimme zu           | stimme zu           | stimme zu           |
| 15. Soll der Landkreis öffentliche Aufträge nur an Unternehmen vergeben, die Tariflohn zahlen?                                                                                                | stimme weniger zu | stimme zu           | stimme zu           | stimme zu           |

Die zu den Dresdner Neuesten Nachrichten gehörende regionale Tageszeitung Döbelner Allgemeine Zeitung (DAZ) hat allen fünf Kandidaten vier Fragen über ihre Ziele und Vorstellungen gestellt. Zudem hatten alle fünf Kandidaten im MDR Sachsenspiegel die Chance, sich kurz per Video vorzustellen.

## Amtliches Wahlergebnis
Gewählt wurde Sven Krüger.
| Kandidat               | Stimmen (absolut) | Stimmen (%) | Politische Unterstützung            |
| ---------------------- | ----------------- | ----------- | ----------------------------------- |
| Sven Krüger            | 65.606            | 50,3        | CDU, FDP, FW, Regionalbauernverband |
| Jens Tamke             | 44.420            | 34,0        | AfD                                 |
| Mario Rolf Lorenz      | 8.605             | 6,6         | SPD                                 |
| Cindy Reimer           | 7.650             | 5,9         | Linke                               |
| Stefan Trautmann       | 4.253             | 3,3         | Freie Sachsen                       |
| Wähler/Wahlbeteiligung | 131.327           | 54,2        |                                     |
| Gültige Stimmen        | 130.534           | 99,4        |                                     |
| Ungültige Stimmen      | 793               | 0,6         |                                     |

### Stimmenverteilung auf Kommunen

(Relative) Stimmenmehrheiten
Krüger 40–50%
Krüger 50–60%
Tamke 40–50%

Ergebnis Sven Krüger
Ergebnis Jens Tamke
Ergebnis Mario Rolf Lorenz
Ergebnis Cindy Reimer
Ergebnis Stefan Trautmann

### Statistische Auswertung
Die folgende Tabelle zeigt statistische Daten der Wahlergebnisse der einzelnen Kommunen. Hierbei ist das beste und schlechteste Ergebnis sowie die Anzahl der jeweils erreichten Plätze innerhalb einer Kommune zu sehen.
| Kandidat          | Ergebnis                 | Ergebnis             | Anzahl Plätze | Anzahl Plätze | Anzahl Plätze | Anzahl Plätze | Anzahl Plätze |
| Kandidat          | bestes                   | schlechtestes        | 1.            | 2.            | 3.            | 4.            | 5.            |
| ----------------- | ------------------------ | -------------------- | ------------- | ------------- | ------------- | ------------- | ------------- |
| Sven Krüger       | 58,0 % (Brand-Erbisdorf) | 40,3 % (Jahnatal)    | 50            | 2             | 0             | 0             | 0             |
| Jens Tamke        | 46,1 % (Kriebstein)      | 25,9 % (Freiberg)    | 2             | 50            | 0             | 0             | 0             |
| Mario Rolf Lorenz | 11,9 % (Claußnitz)       | 1,4 % (Dorfchemnitz) | 0             | 0             | 29            | 19            | 4             |
| Cindy Reimer      | 11,1 % (Rochlitz)        | 1,2 % (Dorfchemnitz) | 0             | 0             | 22            | 25            | 5             |
| Stefan Trautmann  | 6,8 % (Königsfeld)       | 1,4 % (Dorfchemnitz) | 0             | 0             | 3             | 9             | 40            |

## Belege
1. 1 2  Sächsisches Kommunalwahlgesetz. Zweiter Teil, Zweiter Abschnitt, Paragraph 56. Abgerufen am 24. August 2022.
2. ↑  Statistisches Landesamt des Freistaates Sachsen: Landratswahlen – Wahlen – sachsen.de. Abgerufen am 25. August 2022.
3. ↑  mdr.de: Mittelsachsen: Landrat Neubauer tritt vorzeitig zurück | MDR.DE. Abgerufen am 23. Juli 2024.
4. ↑  CDU-Fraktionschef kritisiert Mittelsachsens Landrat. Abgerufen am 23. Juli 2024.
5. ↑  Mittelsachsens Landrat Dirk Neubauer tritt zurück - So reagieren Politiker. Abgerufen am 23. Juli 2024.
6. ↑  Alexander Christoph, Grit Baldauf: Überraschender Abgang: Mittelsachsens Landrat Neubauer tritt noch früher ab. Freie Presse, 13. August 2024, abgerufen am 13. August 2024.
7. ↑  mdr.de: Rücktritt in Sachsen: Landrat Neubauer will im März 2025 aufhören | MDR.DE. Abgerufen am 31. Juli 2024.
8. ↑  Fünf Wahlvorschläge bestätigt. Abgerufen am 28. November 2024 (deutsch).
9. ↑  Henriette Kühn: Stimmzettel, Kandidaten, Wahllokal: Was zur Landratswahl in Mittelsachsen am Sonntag wichtig ist. 24. Januar 2025, abgerufen am 24. Januar 2025 (deutsch).
10. ↑  Olaf Büchel, Thomas Sparrer: MLandratswahl Mittelsachsen: Das sind die Kandidaten. 25. Januar 2025, abgerufen am 25. Januar 2025.
11. ↑  freiepresse.de: Wahlhelfer. Abgerufen am 15. Januar 2025.
12. ↑  Olaf Büchel: Mittelsachsen: Das wollen die Landratskandidaten erreichen. 21. Januar 2025, abgerufen am 24. Januar 2025.
13. ↑  mdr.de: Landratswahl in Mittelsachsen: das sind die Kandidaten. 23. Januar 2025, abgerufen am 24. Januar 2025.
14. 1 2  Wahl 2025: Amtliches Endergebnis festgestellt. 31. Januar 2025, abgerufen am 3. Februar 2025 (deutsch).